# Schleswig-Holsteinische Regierung auf Schloß Gottorf

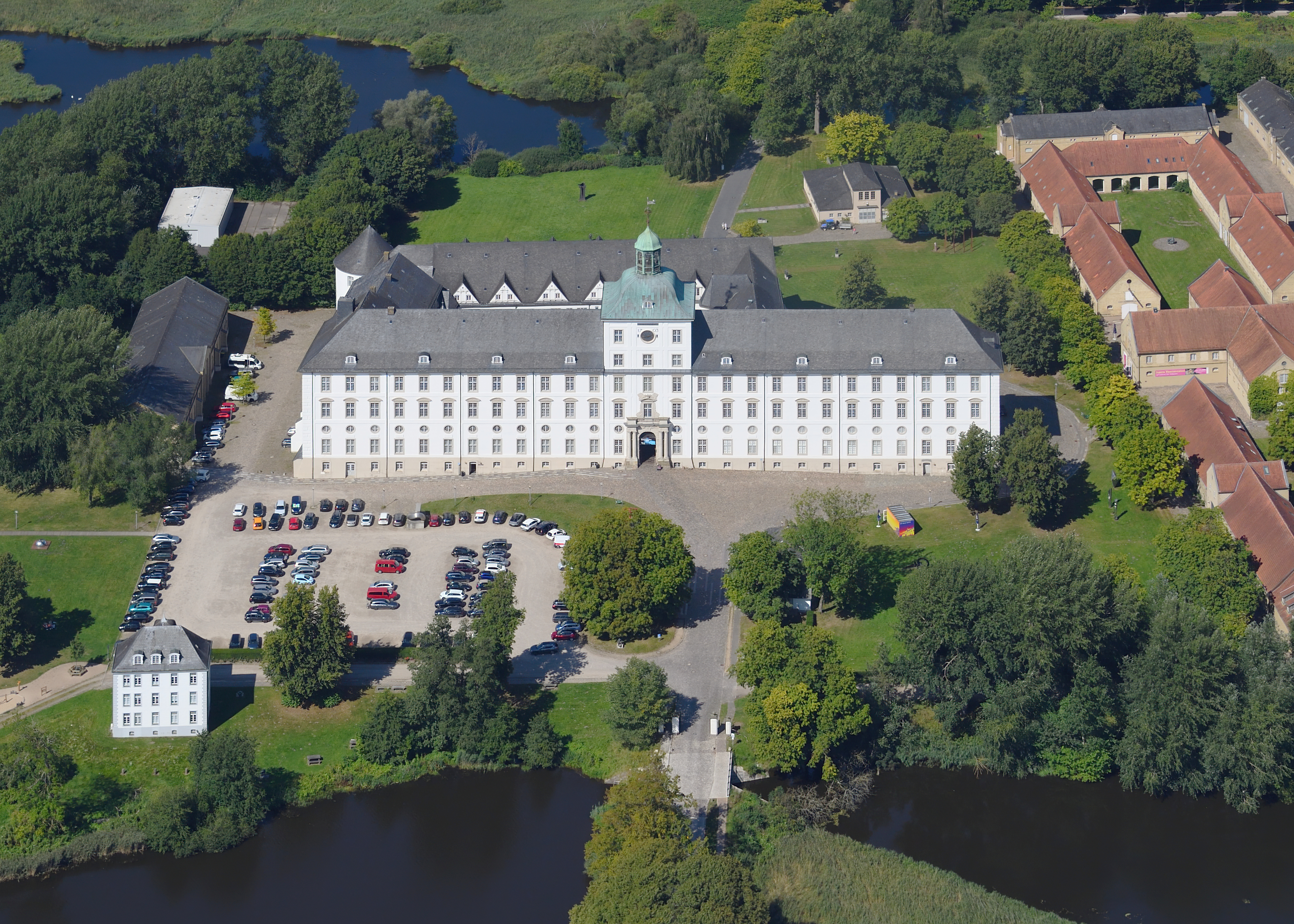
Schloss Gottorf, der Sitz der Regierung

Die Schleswig-Holsteinische Regierung auf Schloß Gottorf war von 1834 bis 1848 im Königreich Dänemark die Mittelinstanz der Verwaltung für die Herzogtümer Schleswig und Holstein.

## Geschichte
Die Verwaltungsreform von 1834 führte erstmals zu einer Trennung von Rechtsprechung und Verwaltung. Das bisherige Obergericht Gottorf (für Schleswig) und die Regierungskanzlei Glückstadt (für Holstein) waren sowohl Oberste Gerichte als auch Mittelinstanzen der Verwaltung gewesen. Sie wurden aufgehoben und für die Zwecke der Rechtsprechung durch Obergerichte ersetzt, denen das Schleswig-Holstein-Lauenburgische Oberappellationsgericht als höchstes Gericht der Herzogtümer übergeordnet wurde. Die Verwaltungsaufgaben wurden in der neuen Schleswig-Holsteinischen Regierung zusammengefasst, die auf Schloss Gottorf ihren Sitz hatte.
An der Spitze der Schleswig-Holsteinischen Regierung stand der Statthalter als Oberpräsident ohne direkte Teilnahme an den Geschäften. Die operativen Geschäfte leitete ein Regierungspräsident. Die Regierung bestand bis 1846 aus zwei Sektionen (Abteilungen) und mehrere Kontore mit zusammen rund 40 Personen.
Im Rahmen der Schleswig-Holsteinischen Erhebung wurden die wesentlichen Aufgaben durch die Provisorische Regierung wahrgenommen. Die Schleswig-Holsteinischen Regierung auf Schloß Gottorf wurde 1850 aufgelöst. Nach dem Ende der Erhebung entstanden 1851 beziehungsweise 1852 die Ministerien für Schleswig beziehungsweise für Holstein.

## Personen

### Statthalter in Schleswig-Holstein
- Karl von Hessen-Kassel
- Friedrich von Hessen-Kassel
- Friedrich Emil August von Schleswig-Holstein-Sonderburg-Augustenburg

### Regierungspräsidenten
- Ludwig Nicolaus von Scheele (1846–1848)
- Karl Philipp Francke (März 1848 bis August 1849)